# Плотавська сільська рада (Баєвський район)
Плота́вська сільська рада (рос. Плотавский сельский совет) — сільське поселення у складі Баєвського району Алтайського краю Росії.
Адміністративний центр — село Плотава.

## Населення
Населення — 742 особи (2019; 991 в 2010, 1296 у 2002).

## Склад
До складу сільської ради входять:
| Населений пункт | Населення, осіб (2002) | Населення, осіб (2010) |
| --------------- | ---------------------- | ---------------------- |
| Плотава, село   | 952                    | 767                    |
| Чуманка, село   | 344                    | 224                    |